# Alonso Saavedra
Alonso Saavedra es un jugador de fútbol sala mexicano. 

## Participaciones en Copas del Mundo de fútbol sala
| Mundial                                           | Sede      | Resultado    | Partidos | Goles |
| ------------------------------------------------- | --------- | ------------ | -------- | ----- |
| Campeonato Mundial de fútbol sala de la FIFA 2012 | Tailandia | Primera fase | 3        | 0     |